# Thüringer Ministerium für Soziales, Gesundheit, Arbeit und Familie
Das Thüringer Ministerium für Soziales, Gesundheit, Arbeit und Familie (TMSGAF) ist das Arbeits-, Gesundheits- und Sozialministerium und damit eines der neun Ministerien des Freistaats Thüringen. Es hat seinen Sitz in der Werner-Seelenbinder-Straße 6 am Südrand von Erfurt in unmittelbarer Nachbarschaft zu den meisten anderen Ministerien. Ministerin ist seit dem 13. Dezember 2024 Katharina Schenk. Als Staatssekretäre stehen ihr Udo Götze und Tina Rudolph zur Seite.

## Geschichte
Das Ministerium wurde nach der Wiedergründung Thüringens 1990 als „Ministerium für Soziales und Gesundheit“ erstmals eingerichtet und war schon damals für den Bereich „Arbeit“ zuständig. Ab 1999 hieß es „Ministerium für Soziales, Familie und Gesundheit“, der Bereich „Arbeit“ wurde an das Wirtschaftsministerium abgegeben. Mit der Bildung der Landesregierung Ramelow I 2014 wurde ein neuer Zuschnitt der Ressorts vorgenommen. Der Bereich „Arbeit“ kam wieder zurück zum Sozialministerium, die Bereiche Jugend, Sport und Verbraucherschutz (teilweise) wurden anderen Ressorts zugeteilt, wobei der technische Verbraucherschutz sowie die Lebensmittel- und Bedarfsgegenständeüberwachung im Ministerium verblieb.
Folgende Personen waren von 1945 bis 1952 sowie seit 1990 in Thüringen für Arbeit zuständig:
| Name                                                          | Amtsantritt                      | Kabinett                      | Partei                        |
| Landesdirektor für Wirtschaft                                 | Landesdirektor für Wirtschaft    | Landesdirektor für Wirtschaft | Landesdirektor für Wirtschaft |
| ------------------------------------------------------------- | -------------------------------- | ----------------------------- | ----------------------------- |
| Georg Appell                                                  | 16. Juli 1945                    | Paul I                        | SPD/SED                       |
| Minister für Wirtschaft, Arbeit und Verkehr                   |                                  |                               |                               |
| Georg Appell                                                  | 4. Dezember 1946                 | Paul II                       | SED                           |
| Minister für Arbeit und Sozialwesen                           |                                  |                               |                               |
| Georg Appell                                                  | 9. Oktober 1947                  | Eggerath I                    | SED                           |
| Willi Albrecht                                                | 6. Juli 1949                     | Eggerath I                    | SED                           |
| Minister für Industrie und Aufbau                             |                                  |                               |                               |
| Herbert Strampfer                                             | 25. November 1950                | Eggerath II                   | SED                           |
| Minister für Wirtschaft und Arbeit                            |                                  |                               |                               |
| Herbert Strampfer                                             | 2. Mai 1951                      | Eggerath II                   | SED                           |
| Von 1952 bis 1990 existierte kein Land Thüringen              |                                  |                               |                               |
| Minister für Soziales und Gesundheit                          |                                  |                               |                               |
| Hans-Henning Axthelm                                          | 8. November 1990 5. Februar 1992 | Duchač Vogel I                | CDU                           |
| Frank-Michael Pietzsch                                        | 16. September 1992               | Vogel I                       | CDU                           |
| Irene Ellenberger                                             | 30. November 1994                | Vogel II                      | SPD                           |
| Minister für Wirtschaft, Arbeit und Infrastruktur             |                                  |                               |                               |
| Franz Schuster                                                | 1. Oktober 1999                  | Vogel III                     | CDU                           |
| Jürgen Reinholz                                               | 5. Juni 2003                     | Althaus I                     | CDU                           |
| Minister für Wirtschaft, Technologie und Arbeit               |                                  |                               |                               |
| Jürgen Reinholz                                               | 8. Juli 2004                     | Althaus II                    | CDU                           |
| Minister für Wirtschaft, Arbeit und Technologie               |                                  |                               |                               |
| Matthias Machnig                                              | 4. November 2009                 | Lieberknecht                  | SPD                           |
| Uwe Höhn                                                      | 18. Dezember 2013                | Lieberknecht                  | SPD                           |
| Minister für Arbeit, Soziales, Gesundheit, Frauen und Familie |                                  |                               |                               |
| Heike Werner                                                  | 5. Dezember 2014                 | Ramelow I                     | Die Linke                     |
| Ines Feierabend (kommissarisch)                               | 5. Februar 2020                  | Kemmerich                     | Die Linke                     |
| Heike Werner                                                  | 4. März 2020                     | Ramelow II                    | Die Linke                     |
| Minister für Soziales, Gesundheit, Arbeit und Familie         |                                  |                               |                               |
| Katharina Schenk                                              | 13. Dezember 2024                | Voigt                         | SPD                           |

## Geschäftsbereiche
Das Ministerium gliedert sich derzeit noch in folgende fünf Abteilungen:
- Abt. 1: Zentralabteilung
- Abt. 2: Soziales
- Abt. 3: Arbeit und Qualifizierung
- Abt. 4: Gesundheit
- Abt. 5: Arbeitsschutz, Veterinärwesen

Nachgeordnete Behörde ist das Thüringer Landesamt für Verbraucherschutz.
Außerdem ist dem Ministerium folgende Beauftragte beigestellt:
- Beauftragte für die Gleichstellung von Mann und Frau: Gabi Ohler